# 焚失法
焚失法，又稱失模鑄造或失繩鑄造（如以繩子為模），是一種整體鑄型工藝，常用於鑄造中國青銅器，主要功用是製作沒有範線的器物。
在造範的時候，以可以被焚毀而消失的材料（如：繩子）作模。整體的外範製成後，就把可焚失的模及範一起焙燒，模就會被燒成灰。除去這些灰後，就可以獲得一個沒有分範面的整體鑄型（範）。這種範再拿去製作的鑄件（如：青銅器）就不會出現範線。

## 歷史
焚失法的鑄件在商朝中期已經出現，在春秋時期遍及黃河及長江流域，為失蠟法的出現提供了基礎。